# Francesco Petrozzi
Francisco Enrique Hugo Petrozzi Franco (Bellavista, 13 de diciembre de 1961 - Lima, 27 de mayo de 2024),  más conocido como Francesco Petrozzi, fue un tenor lírico y político peruano. Fue ministro de Cultura durante el gobierno de Martín Vizcarra en 2019 y congresista de la república desde julio del 2016 hasta su disolución en septiembre del 2019.

## Biografía
Nació en el distrito de Bellavista, ubicado en la ciudad del Callao, el 13 de diciembre de 1961. Es hijo del contraalmirante Enrique Petrozzi Molfino y de Manuela Franco Green.

### Formación musical
Debutó en 1980 a la edad de 18 años, en la ópera Carmen de Bizet en la temporada oficial del Teatro Municipal de Lima.
Durante sus años en la universidad, tomó lecciones de canto con el maestro Manuel Cuadros Barr.
Petrozzi postuló a una beca del Gobierno alemán, para optar por instrucción musical. Una vez en Alemania, cursó estudios de canto y música en la Musikhochschule de Wurzburgo con el maestro Hanno Blaschke y, posteriormente, en la Escuela Superior de Canto de Madrid, con la soprano española Ana Higueras.

### Televisión y música pop
En 1986, Francesco Petrozzi ganó la preselección nacional peruana del Festival OTI (Organización de la Televisión Iberoamericana) -cuya final internacional se celebró en Santiago de Chile- con "Aprenderé", haciéndose de inmediato popular en medios televisivos y radiales. Como consecuencia de ello, fue contratado por Osvaldo Cattone para participar junto a él en las comedias musicales Annie (1987) y El Hombre de la Mancha (1988). Durante dicho periodo, el artista fue fichado por la empresa disquera Iempsa para la cual grabó desde 1987 hasta 1991.
En 1989, debutó como cantante en la televisión argentina impulsado por el productor y animador Gerardo Sofovich, con quien estuvo asociado hasta su aparición como coanimador del programa de Canal 13 (de Buenos Aires) Tu mano, mi mano, junto a Nelly Raymond.

#### Programas televisivos
- Noche de miércoles (1992-1994), conductor en Televisión Nacional del Perú
- ¡Qué tal, Francesco! (1991-1992), conductor en Global Televisión, Perú
- Mala mujer (1991), actor en telenovela por Radio Caracas Televisión en coproducción con Frecuencia Latina
- Tu mano, mi mano (1989), coanimador en Canal 13, Argentina

## Carrera lírica
De 1994 a 1996, fue profesor de canto en la Universidad de Western Ontario en Canadá.
Consiguió su primer contrato lírico en Alemania, debutando en la Opera Arzobispal de Passau, con la obra Ascenso y caída de la ciudad de Mahagonny de Kurt Weill.
Desde su debut en 1999 como Rodolfo en La bohéme de Giacomo Puccini, en el Nationaltheater de Múnich, comenzó una carrera internacional en casas de ópera y salas de concierto de los cinco continentes, tales los casos de Opera de Zúrich, Opera de Frankfurt, Ópera Estatal de Baviera en Múnich, Concertgebouw de Ámsterdam, El Tokyo Bunka Kaikan, y la Ópera Estatal de Praga entre otros.
Ha trabajado bajo las batutas de Zubin Mehta, Marcello Viotti, Fabio Luisi, Kent Nagano y James Levine. Desde 2001 hasta 2016, fue miembro estable de la Ópera Estatal de Baviera en Múnich, donde actuó junto a figuras como Plácido Domingo, Edita Gruberova, Thomas Hampson, y Leo Nucci.
En el año 2007, fue elegido para el estreno mundial de la ópera Fiesque de Edouard Laló en el Teatro Nacional de Mannheim. 
En 2009, junto al director Martin Wettges, cofundó el Festival Lírico de las Islas Mauricius, en África, con su debut en el “Nadir” de la ópera: Los pescadores de perlas de Bizet.
Desde 2012 ha colaborado en las producciones del repertorio wagneriano del Teatro Argentino de La Plata, destacando su participación en El oro del Rin como “Loge”, y en El holandés errante como “Erik”. 
En la década de los 90, siendo en aquel entonces presidente, Alberto Fujimori, fue muy estrecha su relación con la Orquesta Sinfónica Nacional, junto a la que frecuentemente realizó conciertos en teatros, parques, barrios y escuelas de la ciudad de Lima.

#### Discografía
- A fuego lento (1987 - Emi Odeon Chilena)
- Huracán (1987 - IEMPSA)
- Soñar no cuesta nada (1990 - IEMPSA)
- Camitas separadas (1991 - Sono Sur)
- Lo mejor de Francesco Petrozzi (2002)

## Carrera política

### Congresista de la República
En 2016, fue invitado por la lideresa del partido Fuerza Popular, Keiko Fujimori, a participar en su lista parlamentaria para las elecciones del mismo año. A través de las urnas, Petrozzi fue elegido como congresista de la república para el periodo parlamentario 2016-2021.
Durante su gestión parlamentaria, fue presidente de la Comisión de Cultura y Patrimonio Cultural por el periodo 2016-2017. El 4 de mayo de 2017, el Congreso de la República aprobó por unanimidad la Ley General de la Biblioteca Nacional del Perú, proyecto impulsado por el congresista Petrozzi; iniciativa, además, que fue felicitada por el entonces director de la Biblioteca Nacional del Perú, Alejandro Neyra Sánchez.
El 24 de mayo del 2017, el Pleno parlamentario aprobó también el proyecto de Ley 30597 propuesto por el entonces congresista, el cual denominaba Universidad Nacional a la emblemática Escuela Superior Autónoma de Bellas Artes “Diego Quispe Tito”.
El 17 de julio del 2017, Petrozzi fue galardonado como Profesor Honorario de la Universidad Nacional de Música por su destacada labor como alentador de la cultura en el Perú; y en especial, como distinción por haber sido, desde los recintos del Congreso de la República, el principal propulsor de la Ley N° 30597, que le concedía el estatus de Universidad al entonces Conservatorio Nacional de Música.
El 10 de noviembre del 2017, el Congreso aprobó por unanimidad el proyecto de ley impulsado por Petrozzi consistente en la “Recuperación y puesta en valor del Centro Histórico del Cusco”, el cual contenía como fin su conservación, restauración y puesta en valor.
El 10 de mayo del 2018, el Congreso de la República aprobó por unanimidad el proyecto de ley impulsado por el congresista en el cual proponía la incorporación de temas de educación artística y cultura nacional, así como la enseñanza del folklore, en el Currículo Nacional de la Educación Básica, a fin de lograr la formación integral de los estudiantes.
El 19 de octubre del 2018, bajo contexto del arresto preliminar contra Keiko Fujimori, Petrozzi renunció a Fuerza Popular; su dimisión fue presentada al entonces vocero Carlos Tubino. Dos meses después, bajo la tutela de Alberto de Belaúnde, formaron la Bancada Liberal junto a otros tres congresistas disidentes de Peruanos Por el Kambio: Gino Costa, Vicente Zeballos y Guido Lombardi.
El 30 de septiembre del 2019, el presidente Martín Vizcarra decretó la primera disolución del Congreso desde la promulgación de la Constitución Política de 1993, medida con la que la Bancada Liberal, incluido Petrozzi, estuvieron de acuerdo mostrándose a favor de la medida.

### Ministro de Cultura

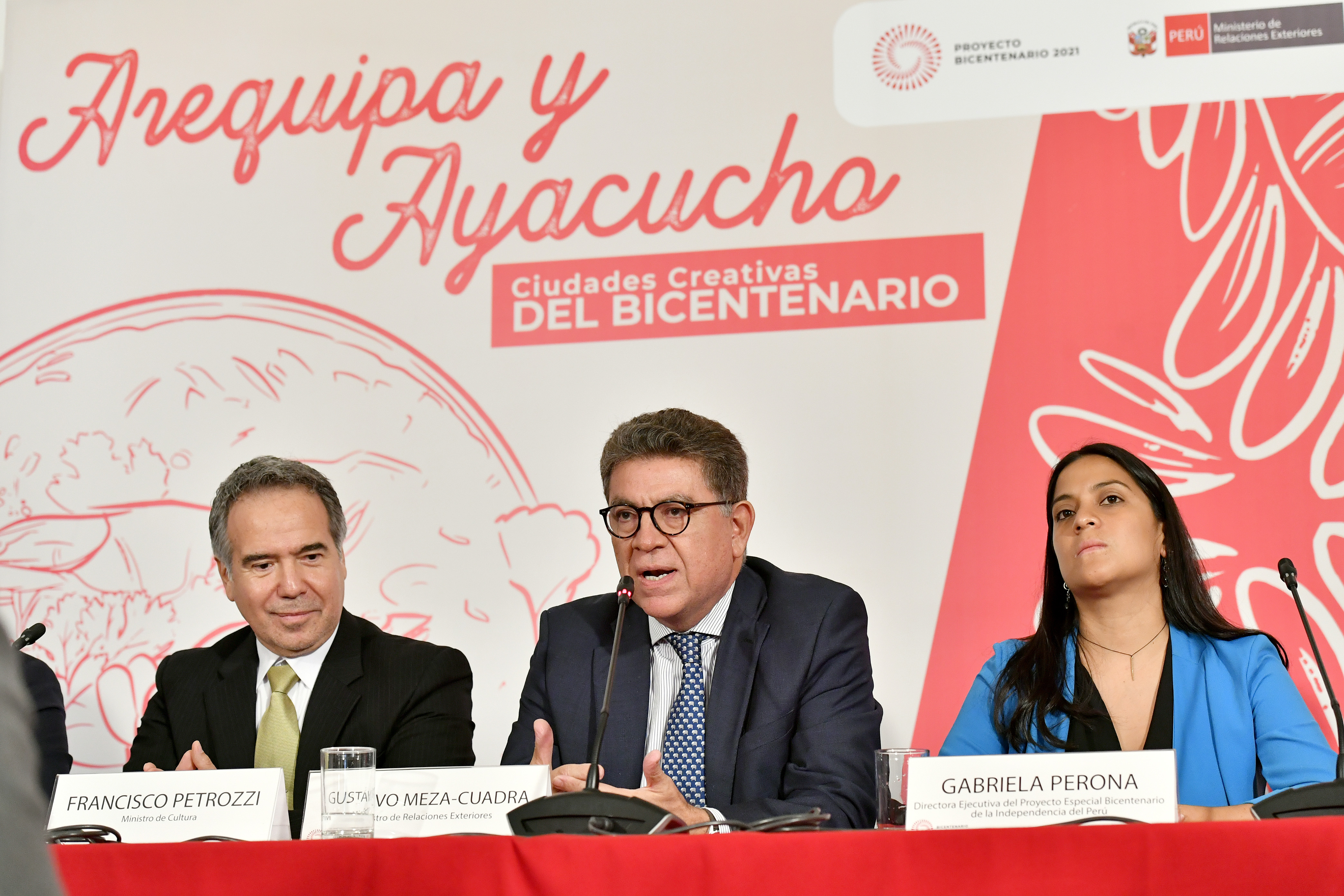
Petrozzi como ministro de Cultura junto al entonces canciller Gustavo Meza-Cuadra durante una ceremonia cultural de la UNESCO.

El 3 de octubre del 2019, Francesco Petrozzi fue nombrado como ministro de Cultura por el presidente Martín Vizcarra, formando así parte del gabinete ministerial presidido por Vicente Zeballos.
El 11 de octubre del 2019, el ministro anunció la publicación del Decreto de Urgencia N° 003-2019, en el cual se prorrogaba por un año las exoneraciones tributarias a la importación y venta de libros, expresando así el interés del Gobierno por el fomento de la lectura.
El 19 de octubre del 2019, tras no poder Martín Vizcarra contar con la aprobación del Congreso para salir de territorio nacional, el Gobierno autorizó con resolución suprema n.º 192-2019-PCM su viaje en representación del presidente a Asia para la coronación del emperador de Japón Naruhito durante los días 22 y 23 de octubre.
El 8 de diciembre del 2019, cuatro días después de su renuncia, fue promulgado el Decreto de Urgencia N°022-2019, consistente en la producción cinematográfica y audiovisual. Si bien, Petrozzi había dimitido de su cargo, la denominada Ley del Cine contó con su firma como titular de Cultura.

#### Dimisión
El 1 de diciembre del 2019, con Resolución Suprema n.º 013-2019-MC, Petrozzi destituyó al periodista Hugo Coya de la presidencia ejecutiva del Instituto Nacional de Radio y Televisión, esto con firma incluida del presidente Martín Vizcarra. Asumió funciones, en su lugar, el periodista Eduardo Guzmán Iturbe; a las críticas, el ministro aseguró que su salida fue coordinada y consensuada. Sin embargo, el periodista desmintió las palabras del ministro calificando como un cese intempestivo su remoción del cargo. Mientras tanto, el Instituto de Prensa y Sociedad alegó que el acto era producto de un desacuerdo del Gobierno con la pluralidad informativa.
Coya también comentó en el programa Cuarto Poder que cuando Petrozzi solicitó su renuncia, el ministro dijo que dos funcionarias de gobierno habrían manipulado al presidente de la República, motivo por el cual, sin su voluntad, debía acatar la normativa y separarlo de canal del Estado. También señaló que, según él, Petrozzi le llamaba persistentemente pues había mucho malestar por las coberturas que brindaban, muchas veces, a políticos de oposición. Según Coya el ministro de cultura Francesco Petrozzi representando al presidente Martín Vizcarra le pidió que «dé un paso al costado» del cargo, el periodista era presionado por cubrir noticias de la oposición como la anulación de la prisión preventiva contra Keiko Fujimori.
El 3 de diciembre del 2019, Petrozzi negó los hechos, y durante un discurso en la ceremonia de lanzamiento por los 100 años del nacimiento de Chabuca Granda; alegó haber cometido errores en el camino, mas todo ello hecho en beneficio del sector Cultura.

"Ser hoy ministro de Cultura es algo muy importante porque estoy homenajeando a Chabuca [Granda]. Lo que pasará mañana, lo sabrá Dios. Los amigos quedan, peros los cargos llegan y se van; lo importante es haber dejado algo detrás de uno.
Lo que les dejo, consérvenlo, cuando tengan una idea, defiéndanla."
 Francesco Petrozzi
Ministro de Cultura
Perú 21

El relator de la Comisión Interamericana de Derechos Humanos Edison Lanza el 3 de diciembre a raíz de lo sucedido dijo lo siguiente:

Es preocupante que la motivación haya sido de algún modo imponer una línea más gobiernista (...) habrá debilidad institucional en Perú que queda expuesta con casos como este.

El 4 de diciembre, Petrozzi renunció a su cargo ante la difusión de unos chats de WhatsApp entre Petrozzi y Coya que mostraban la veracidad de las palabras de este último. Según estos, la salida del periodista habría sido coordinada, dándose a su regreso por visita laboral de Inglaterra, esto el 9 de diciembre. Pese a ello, horas más tarde, Petrozzi dimitió de su cargo.
El 26 de febrero del 2020, Petrozzi fue designado como Agregado Cultural de Perú en la República Federal Alemana.
En las elecciones municipales del 2022, Petrozzi se integró al partido Alianza para el Progreso de César Acuña y postuló a la alcaldía del distrito de San Isidro, quedando en el séptimo lugar de las preferencias.

## Fallecimiento
En septiembre del 2023, Francesco Petrozzi reveló en una entrevista con el periodista Beto Ortiz que padecía de un cáncer y que iba a luchar contra dicha enfermedad. Posteriormente el 27 de mayo del 2024, falleció a los 62 años en la ciudad de Lima.